# Sesamoides pygmaea
Sesamoides pygmaea, o Reseda phyteuma L., es una planta de la familia de las resedáceas

## Descripción
Hierba perenne, de unos 20 cm de altura. con mucho tallos desde una misma cepa. formando una estrella en forma de cuenco. Flores blancas, al final de los tallo, en espigas no muy apretadas, alternas, poco pedunculadas, de unos 3,5 mm de diámetro. Tiene 5 pétalos totalmente blancos, no todos iguales, formados por una escama ancha, de cuyo lomo salen 5-6 lóbulos, como los dedos de una mano, se colocan en forma de jaula. Hay 5 carpelos separados y formando estrella, con pico lateral, hasta 15 estambres con antera amarillo dorada. Cáliz con 5-6 sépalos, uno de ellos, más pequeño que el resto. Hojas de 3 clases. Las superiores lineares, de márgenes paralelos, de 2 cm de longitud, acostándose hacia abajo. Las inferiores muy espesas y espatuladas, de coloración pardo rojiza. Debajo de los tallos, una roseta de hojas espatuladas, más grandes, con limbo de 5 mm y peciolo largo. Todas enteras, sin estípulas y sin vello. Tallos redondos, muy foliosos, más en la base. Raíz fuerte y profunda y abundantes raicillas secundarias.

## Distribución y hábitat
En la Península ibérica en Castilla y León. Vive en lugares incultos, parcelas abandonadas, llamadas adiles, en cunetas, pastos y lugares abiertos. Florece en primavera.

## Citología
Números cromosomáticos de Reseda phyteuma  (Fam. Resedaceae) y táxones infraespecificos: n=6,12 2n=12,24

## Sinonimia
- Pectanisia phyteuma (L.) Raf.
- Reseda aragonensis Loscos & J.Pardo
- Reseda calicinalis Lam.
- Reseda phyteuma subsp. aragonensis (Loscos & J.Pardo) Rivas Mart.
- Reseda pygmaea Scheele
- Reseda tournefortii Schult.
- Reseda phyteuma L.[4]

## Nombres comunes
- Castellano: farolilla, gualdilla, gualdón, marduxi, reseda silvestre, sesamoide menor, sosieganiño.[1]